# M5 (televízióadó)
Az M5 a Duna Médiaszolgáltató oktatási–ismeretterjesztő–kulturális csatornája, ami 2016. augusztus 6-án indult el, akkor még sportcsatornaként.
Eredetileg az M5 regionális csatorna lett volna. A budapesti sugárzáshoz van szabad regionális frekvencia: a korábban tervezett M4K nevű ultranagy felbontású közszolgálati adó sugárzása is itt történt volna. Az M3D tesztsugárzása alatt használt modulációt és FEC értéket használva igen nagy területen elérhető lenne egy regionális adás, azonban ez nem valósult meg, vélhetően majd M6 néven indul el.
A csatorna reklámidejét az Atmedia értékesíti.

## Története

### Előzmények
2015. november 13-án a Népszabadság írása szerint a regionális csatorna helyett egy oktatási–ismeretterjesztő jellegű csatornát hoznak létre a C multiplexen. 2016. április 5-én a 24.hu megírta, hogy az MTVA valószínűleg az M5-ön fogja közvetíteni a 2016. évi nyári olimpiai játékokat, így az M4 Sporton megmaradnának a már megszokott sportközvetítések. Bár Formula–1-es versenyt nem rendeztek az olimpia ideje alatt, augusztus 5. és 21. között, de NB I.-es labdarúgó-fordulókat, magyar érdekeltségű Bajnokok Ligája- és Európa-liga-selejtezőket, európai Szuperkupa-döntőt, túraautó-vb-futamot igen, és ezek mind a közszolgálati sportcsatornán voltak láthatóak. Az MTVA cáfolta a híreket, majd 2016. április 22-én bejelentette, hogy a frekvencián egy oktatási–ismeretterjesztő–kulturális csatornát fog létrehozni.

### Indulás
Az új közszolgálati adó 2016. augusztus 6-án indult és eleinte az M4 Sport komplementercsatornájaként szolgált a 2016. évi nyári olimpiai játékok közvetítése alatt, szeptember 7-től a 2016. évi nyári paralimpiai játékok kizárólagos magyar adója volt, majd 2016. szeptember 18-án 07:00-kor vette fel végleges ismeretterjesztő–oktatási–kulturális formáját.
2020. március 23-tól a járványügyi helyzetre való tekintettel egy ideig teljesen reklámmentes lett.
2022. január 3-án a csatorna új műsorstruktúrát és arculatot kapott.

## Műsorok
A csatornán jellemzően természetfilmeket és stúdióbeszélgetéseket sugároznak. Későbbi nézettségének némi növekedéséhez szerepet játszott a régi, klasszikus magyar filmek ismétlései mellett a különböző zenés és operettgála műsorok valamint az évi Debreceni Virágkarnevál közvetítései.

### Saját gyártású műsorok
- Agenda
- A Nagyok
- Családfamesék
- Ez itt a kérdés
- Előszó
- Evangélium
- Fülszöveg
- Hazajáró
- Kommentár Klub
- Kontúr
- Kritika
- Kunszt
- Leporelló
- Librettó
- M5 História
- Mesék a takarásból
- Mesterember
- Mindenki akadémiája
- MMA portrék
- Multiverzum
- Ön is tudja?
- Tőkéczki és Takaró – történelem és irodalom mindenkinek
- Vers mindenkinek

Saját gyártású szkriptelt antológia-sorozat is készült a csatornán Elveszett idők címmel.
Ezeken felül a Duna ismeretterjesztő-kulturális műsorai közül itt is képernyőre kerül A rejtélyes XX. század, a Magyar Krónika és a Szabadság tér ’56 is.

#### Oktatási tartalmak a koronavírus idejére
A koronavírus-járvány miatt digitális oktatásban résztvevő diákokat segítette az M5 délelőtt 8:00-tól este 20:30-ig oktatási tartalmaival. A fő műsorokon (Felsős, illetve a 2020. március 30-án indult Alsós – Sulikalandok, és az Érettségi) kívül más, korábban már sugárzott műsorokat is közvetített a csatorna. Az alsó tagozatosoknak szóló műsorblokk matematika, természetismeret, és magyar nyelv témakörben segített az oktatásban, a Felsős című műsor ezeket kiegészítve még történelem, kémia, fizika, és biológia tantárgyakkal jelentkezett. (Az utóbbi három csak a 7. évfolyam esetében volt).

##### Az Oktatási műsorblokkban szereplő műsorok
- Felsős
- Alsós -3 Sulikalandok
- Érettségi (élő adások)
- Érettségi 2017
- Érettségi 2018
- Érettségi 2019
- M5 Lexikon (több témában)
- Mindenki akadémiája
- Szólalj meg! – angolul
- Szólalj meg! – németül
- Szólalj meg! – oroszul
- Szólalj meg! – spanyolul
- Szólalj meg! – franciául
- Szólalj meg! – olaszul
- Mozogj otthon!
- A rejtélyes XX. század
- Evangélium
- Tőkéczi és Takaró: történelem és irodalom mindenkinek

### Külföldi műsorok
- Eurovíziós Kórusverseny (2017)
- Ifjú Zenészek Eurovíziós versenye (2018)

### Legnézettebb műsorok
A legnézettebb műsorok a csatorna indulása óta 2024. december 31-ig bezárólag.
| Helyezés | Műsor                                       | Nézőszám | Dátum       |
| -------- | ------------------------------------------- | -------- | ----------- |
| 1        | Hyppolit, a lakáj                           | 130 552  | 2020.12.31. |
| 2        | István, a király                            | 125 328  | 2019.08.20. |
| 3        | Debreceni Virágkarnevál 2024                | 122 215  | 2024.08.20. |
| 4        | Az aranyember                               | 117 629  | 2023.03.15. |
| 5        | BÚÉK 2023 – Óévbúcsúztató szilveszteri gála | 116 401  | 2022.12.31. |
| 6        | Indul a bakterház                           | 114 623  | 2019.05.24. |
| 7        | A csodálatos szarvasbőgés 2. rész           | 113 648  | 2017.03.18. |
| 8        | Monte Cristo grófja 7. rész                 | 108 552  | 2021.12.26. |
| 9        | A pozsonyi csata – A harmadik szövetség     | 104 254  | 2020.12.21. |
| 10       | Debreceni Virágkarnevál 2022                | 100 817  | 2022.08.20. |

## Műsorvezetők
- Csőre Gábor – Családfamesék, Librettó, Magyar Krónika
- Gulyás István – Ez itt a kérdés
- Farkas Adienne – Fülszöveg, SZFE a filmvásznon
- Hábermann Lívia – Ön is tudja
- Horányi Eszter – Kunszt
- Horváth Szilárd – Ez itt a kérdés, Kommentár Klub, M5 História
- Huszárik Kata – Multiverzum
- Ivanov Barbara – Agenda
- Jámbor Flóra – Ez itt a kérdés, Kritika
- Kassai Kata – Agenda
- Koltai Bori – Mesék a takarásból
- Maka Gyula – Ön is tudja
- Marx Éva – Agenda, Kritika
- Morvai Noémi – Librettó
- Takaró Mihály – Könyvjelző
- Sipos Szilvia – Kontúr, Librettó
- Ugron Zsolna – A Nagyok

## Arculat
Az M5 volt az első a magyarországi közszolgálati média televízió- és rádióadói közül, amelyik sem grafikájában, sem hangzásvilágában nem hasonlított a többi csatornára, csupán a logója illett bele a sorba. 2016-tól a többi csatorna is fokozatosan felhagy a közös dallamokkal. Az M5 továbbá a második olyan köztévé, amelynek logójában nem azonos hosszúságúak a vonalak, továbbá itt nem függőlegesek, vagy ferdék, hanem vízszintesek, mint a rádióadóknál és a Duna csatornáknál.

## Vételi lehetőségek
Az M5 HD nyilvános tesztadása 2016. július 17-én indult az Eutelsat 9B-ről. A csatorna egyes műsorai kódolva lesznek csak elérhetők. A nem hazai műsorterjesztők számára az M5 HD (Europe) változat használható, amely a kódolt tartalmak idején tájékoztató szöveget sugároz, hasonlóan az MTVA más csatornáihoz.